# 2022年北京オリンピックのイラン選手団
2022年北京オリンピックのイラン選手団は、2022年2月4日から2月20日まで中華人民共和国の北京で開催された2022年北京オリンピックのイラン選手団の名簿。

## 選手団
- 人員: 選手 3人
- 開会式旗手: Atefeh Ahmadi、ホセイン・サベシェムシャキ[1]
- 閉会式旗手: (ボランティア)[2]

## 種目別選手及び成績

### アルペンスキー
国際スキー連盟の基準を満たしたことにより、男女1名ずつの出場枠を獲得した が、2022年2月10日にホセイン・サベシェムシャキの検体がアナボリックステロイドの陽性反応を示し、今大会初のドーピング摘発事例となったため、1名のみが出場した。
| 選手          | 種目     | 1回目   | 1回目 | 2回目    | 2回目    | 合計 | 合計 |
| 選手          | 種目     | 結果    | 順位  | 結果     | 順位     | 結果 | 順位 |
| ------------- | -------- | ------- | ----- | -------- | -------- | ---- | ---- |
| Atefeh Ahmadi | 女子回転 | 1:11.88 | 57    | 途中棄権 | 途中棄権 | -    | -    |

### クロスカントリースキー
国際スキー連盟の基準を満たしたことにより、男子1名の出場枠を獲得した。
| 選手                   | 種目               | 結果    | タイム差 | 順位 |
| ---------------------- | ------------------ | ------- | -------- | ---- |
| Danial Saveh Shemshaki | 男子15kmクラシカル | 47:26.0 | +9:31.2  | 84   |